# Malte Jakschik
Malte Jakschik, né le 3 août 1993, est un rameur allemand.

## Palmarès

### Jeux olympiques
- 2020 à Tokyo,  Japon
  -  Médaille d'argent en huit
- 2016 à Rio de Janeiro,  Brésil
  -  Médaille d'argent en huit

### Championnats du monde
- 2014, à Amsterdam ( Pays-Bas)
  -  Médaille d'argent en Huit

### Championnats d'Europe
- 2013, à Séville ( Espagne)
  -  Médaille de bronze en Quatre de pointe
- 2014, à Belgrade ( Serbie)
  -  Médaille d'or en Huit
- 2015, à Poznań ( Pologne)
  -  Médaille d'or en Huit